# VfB Oberröblingen
VfB Oberröblingen is een Duitse voetbalclub uit Oberröblingen, Saksen-Anhalt. Tot 2005 was Oberröblingen een zelfstandige gemeente en is nu deelgemeente van Sangerhausen.

## Geschiedenis
De club was aangesloten bij de Midden-Duitse voetbalbond en speelde in de competitie van Kyffhäuser. In 1930 promoveerde de club naar de hoogste klasse en speelde daar tot 1932/33 toen de club vierde werd. Na dit seizoen werd de Gauliga ingevoerd als nieuwe hoogste klasse in het Derde Rijk. De talloze competities van de Midden-Duitse bond werden opgedoekt en vervangen door de Gauliga Sachsen en Gauliga Mitte. De clubs werden echter te zwak bevonden voor de hoogste klasse en voor de Bezirksklasse Halle-Merseburg plaatsten zich enkel de top twee. De club bleef in de Kyffhäuserse competitie, die als Kreisklasse nu de derde klasse werd. De club slaagde er niet meer in te promoveren.